# 富山情報ビジネス専門学校
富山情報ビジネス専門学校 （とやまじょうほうびじねすせんもんがっこう）は、富山県射水市三ケ576番地にある専修学校。略称は『Bit』（ビット）。設置者は学校法人浦山学園。

## 概要
情報ビジネスの他、医療事務やホテル・ブライダル、日本語、建築など多岐の分野の学科が存在するのが特徴である。
富山県内で唯一ゲーム制作を専門に学習出来る教育機関であり、ゲーム産業育成を目指す魚津市とゲームクリエイター育成に関する連携協定を締結している。
2024年（令和6年）11月1日にエフエムいみずが富山情報ビジネス専門学校内に移転した。

## 設置学科
- 情報ビジネス学科
- 情報システム学科（2020年にゲームクリエイター専攻コースを開設[2]）
- Webクリエイター学科
- 建築・デザイン学科
- 医療事務学科
- ホテル・ブライダル学科
- 公務員学科
- インターナショナルビジネス学科
- 日本語学科

過去には、幼児教育学科や税理士・会計学科、診療、情報管理士専攻学科なども存在していた。